# Никитинское (Шуйский район)
Никитинское — деревня Васильевского сельского поселения Шуйского района Ивановской области.

## География
Деревня находится в центральной части Ивановской области, в зоне хвойно-широколиственных лесов, при автодороге 24К-111, на расстоянии примерно 20 километров (по прямой) к юго-западу от города Шуи, административного центра района.

### Климат
Климат характеризуется как умеренно континентальный, с умеренно холодной многоснежной зимой и относительно тёплым влажным летом. Среднегодовая температура воздуха — 3,3 °C. Средняя температура воздуха самого холодного месяца (января) — −11,6 °C (абсолютный минимум — −46 °C), средняя температура самого тёплого (июля) — 18,5 °С (абсолютный максимум — 38 °С). Безморозный период длится около 133 дней. Годовое количество атмосферных осадков составляет 744 мм, из которых большая часть выпадает в тёплый период.

## История
Впервые упоминается в писцовой книге Матницкого стана Суздальского уезда 1627/28—1629/30 гг.
До упразднения уездно-губернского деления входила в состав Чечкино-Богородской волости Шуйского уезда Владимирской губернии.
Основным занятием жителей деревни был тележный промысел:
Дѣланіе телѣгъ крестьянскихъ, машинныхъ, извозчичьихъ, телѣжекъ городскихъ, повозокъ, тарантасовъ и колесъ. Матеріалы для производства, и именно лѣсъ, имѣютъ частію свой, а частію покупаютъ въ ближнихъ селеніяхъ. Ободья же, лубъ, желѣзо для колесъ и для курковъ, мелкія желѣзныя и мѣдныя вещи, кожу, коверъ, басанъ, бронзу, краски и лакъ— все это покупается въ Нижегородской ярмаркѣ, Ярославлѣ и Шуѣ; ободья и лубъ привозятся изъ Нижняго до Шуи водою. Продажа производится главная въ Холуйскихъ ярмаркахъ, Тихвинской и Фроловской, болѣе же машинныхъ телѣгъ и повозокъ, также въ Николо-Шартомской,Шуйско-Смоленской и Парской; Городскія телѣжки и тарантасы покупаются въ Шую, Вознесенскій посадъ, село Иваново, село Вычугу и вообще во всѣ богатыя селенія какъ Шуйскаго, такъ и другихъ смежныхъ уѣздовъ. Экипажи дѣлаются слѣдующихъ цѣнъ: телѣги простыя съ колесами отъ 7 до 10 руб., машинныя съ окованными колесами отъ 10 до 18 руб.; повозки отъ 20 до 30 руб.; телѣжки городскія отъ 20 до 50 руб.; тарантасы отъ 50 до 150 руб. серебромъ и болѣе. Рукодѣліе это производится круглый годъ, но болѣе лѣтомъ.
Само происхождение этого промысла в деревне довольно древнее и связано с наличием тут старинного пути между Нижним Новгородом и Ярославлем. В этой местности и сбывалась продукция кустарей, возник своеобразный «ремонтный этап для обозов, которые тянулись здесь день и ночь».
С развитием железнодорожного и других видов транспорта, данный промысел пришел со временем к упадку.

## Население
| 1859 | 1905 | 2010 |
| ---- | ---- | ---- |
| 242  | ↗324 | ↘95  |

## Инфраструктура
Личное подсобное хозяйство с зоной сельскохозяйственного использования, индивидуальная застройка усадебного типа. В середине 19 века в деревне числилось 44 двора, жителей — 242.
К началу 20 века в деревне было 50 дворов и 324 жителя.
Основа экономики — сельское хозяйство. В советское время Никитинское было центральной усадьбой колхоза «Вперед».

## Транспорт
Автобусное сообщение с райцентром. Остановка общественного транспорта «Никитинское» при въезде в деревню.

## Известные уроженцы, жители
Паначин, Фёдор Григорьевич (род. 1916) — партийный и государственный деятель, первый заместитель министра просвещения СССР, делегат XXII съезда КПСС, председатель правления общества «СССР-Норвегия», заместитель председателя ЦК правления Всесоюзного общества «Знание», член ЦК Всесоюзного общества ДОСААФ